# Dan Ito
Dan Ito (伊藤 壇 ItO Dan?,  nacido el 3 de noviembre de 1975 en Hokkaido) es un exfutbolista japonés. Jugaba de centrocampista y su último club fue el Rovers de Guam.

## Trayectoria

### Clubes
| Club                    | País           | Año         |
| ----------------------- | -------------- | ----------- |
| Vegalta Sendai          | Japón          | 1998 - 1999 |
| Sapporo Shukyu-Dan      | Japón          | 2000        |
| Woodlands Wellington FC | Singapur       | 2001        |
| Westgate FC             | Australia      | 2002        |
| Ho Chi Minh City FC     | Vietnam        | 2003        |
| Kitchee SC              | Hong Kong      | 2004        |
| Jumpasri United FC      | Tailandia      | 2004        |
| Kitchee SC              | Hong Kong      | 2004        |
| Penang FA               | Malasia        | 2005        |
| QAF FC                  | Brunéi         | 2005 - 2006 |
| Club Valencia           | Maldivas       | 2006        |
| QAF FC                  | Brunéi         | 2006        |
| Brunei DPMM FC          | Brunéi         | 2006        |
| QAF FC                  | Brunéi         | 2007 - 2008 |
| Tuen Mun Progoal FC     | Hong Kong      | 2008        |
| Windsor Arch Ka I       | Macao          | 2009        |
| Churchill Brothers SC   | India          | 2009 - 2011 |
| Rakhine United FC       | Birmania       | 2011        |
| Manang Marshyangdi Club | Nepal          | 2011        |
| Build Bright United FC  | Camboya        | 2012 - 2013 |
| Green Archers United FC | Filipinas      | 2013        |
| Erchim FC               | Mongolia       | 2013        |
| Lao Toyota FC           | Laos           | 2014        |
| Yotha FC                | Laos           | 2014        |
| Thimphu FC              | Bután          | 2015        |
| Colombo FC              | Sri Lanka      | 2016        |
| AS Ponta Leste          | Timor Oriental | 2017        |
| Rovers                  | Guam           | 2019        |